# Павленко, Александр Евгеньевич
Алекса́ндр Евге́ньевич Павле́нко (род. 20 января 1985, Орджоникидзе, Днепропетровская область) — российский футболист, полузащитник; тренер.

## Биография
Футболом занимался с 8 лет. В 14 лет попал в молодёжную команду московского «Динамо», позже перешёл в «Академику», а оттуда — в швейцарскую «Лозанну». В возрасте 16 лет заключил контракт с московским «Спартаком», а в том же 2001 году дебютировал в чемпионате России 18 августа в игре с «Факелом» (5:0), заменив на 70-й минуте Владимира Бесчастных (на момент дебюта Павленко было 16 лет и 6 месяцев). В апреле 2002 года вызывался в юношескую сборную Украины до 17 лет.
Участник отборочных турниров к XXVIII и XXIX Олимпийским играм. В 2007 году на правах аренды играл в первом дивизионе за «Шинник». 28 марта в дебютном матче против клуба «Металлург-Кузбасс» (5:0) сумел забил гол. Помог команде выйти в Премьер-лигу, после чего вернулся в «Спартак». Не попал в заявку на чемпионат Европы 2008 года из-за перенасыщения средней линии. 27 августа 2009 года на правах полугодовой аренды перешёл в «Ростов». 19 сентября, в игре с «Кубанью» (3:3), забил 500-й мяч «Ростова» в высшем дивизионе России. В январе 2010 года вернулся в «Спартак», несмотря на то, что оба клуба и сам игрок были не против продления арендного соглашения. 25 февраля был вновь отдан в аренду в «Ростов». Сам Павленко заявил, что ему важно играть, и что главный тренер «Спартака» Валерий Карпин дал ему понять, что не видит его в основном составе, несмотря на то, что (по мнению Павленко) он не слабее конкурентов. 2 февраля 2011 года стал игроком «Терека»; за переход клуб заплатил 2 млн долларов. 31 августа 2013 года перешёл в «Крылья Советов». После вылета клуба из премьер-лиги продолжил карьеру в «Тосно». 26 февраля 2015 года подписал контракт с клубом «Луч-Энергия». 25 июля 2016 года подписал двухлетний контракт с «Уралом».
22 февраля 2018 года стало известно, что Павленко подписал контракт до конца сезона с клубом «Томь». Дебютировал 4 марта 2018 года в матче против ярославского «Шинника», выйдя на замену вместо Алексея Померко. Первый гол забил 10 марта 2018 года в ворота петербургского «Динамо».
С лета 2018 стал работать в структуре «Анжи». Из-за запрета на регистрацию новых игроков клуб не смог заявить Павленко в качестве футболиста.

### Личная жизнь
Жена Марина. 5 мая 2015 года родилась дочь Лидия.

## Статистика выступлений

### Клубная
| Сезон   | Клуб             | Лига            | Чемпионат | Чемпионат | Кубок | Кубок | Еврокубки | Еврокубки | Прочие    | Прочие | Прочие |
| Сезон   | Клуб             | Лига            | Игры      | Голы      | Игры  | Голы  | Игры      | Голы      | Турнир    | Игры   | Голы   |
| ------- | ---------------- | --------------- | --------- | --------- | ----- | ----- | --------- | --------- | --------- | ------ | ------ |
| 2001    | Спартак (Москва) | Высший дивизион | 5         | 0         | 0     | 0     | 1         | 0         | —         | —      | —      |
| 2002    | Спартак (Москва) | РФПЛ            | 5         | 0         | 2     | 0     | 4         | 0         | —         | —      | —      |
| 2003    | Спартак (Москва) | РФПЛ            | 21        | 2         | 5     | 0     | 4         | 2         | —         | —      | —      |
| 2004    | Спартак (Москва) | РФПЛ            | 23        | 0         | 2     | 1     | 6         | 0         | СК        | 1      | 0      |
| 2005    | Спартак (Москва) | РФПЛ            | 14        | 2         | 1     | 0     | —         | —         | —         | —      | —      |
| 2006    | Спартак (Москва) | РФПЛ            | 12        | 1         | 4     | 2     | 0         | 0         | —         | —      | —      |
| 2007    | Спартак (Москва) | РФПЛ            | 0         | 0         | 1     | 0     | 0         | 0         | СК        | 1      | 0      |
| 2007    | Шинник           | Первый дивизион | 38        | 7         | 1     | 0     | —         | —         | —         | —      | —      |
| 2008    | Спартак (Москва) | РФПЛ            | 20        | 6         | 1     | 0     | 7         | 1         | —         | —      | —      |
| 2009    | Спартак (Москва) | РФПЛ            | 10        | 0         | 1     | 0     | —         | —         | —         | —      | —      |
| 2009    | Ростов           | РФПЛ            | 9         | 3         | 0     | 0     | —         | —         | —         | —      | —      |
| 2010    | Ростов           | РФПЛ            | 24        | 3         | 2     | 2     | —         | —         | —         | —      | —      |
| 2011/12 | Терек            | РФПЛ            | 34        | 5         | 3     | 1     | —         | —         | сб.(тов.) | 2      | —      |
| 2012/13 | Терек            | РФПЛ            | 7         | 0         | 2     | 0     | —         | —         | —         | —      | —      |
| 2013/14 | Крылья Советов   | РФПЛ            | 11        | 1         | 0     | 0     | —         | —         | —         | —      | —      |
| 2014/15 | Тосно            | ФНЛ             | 17        | 3         | 1     | 1     | —         | —         | —         | —      | —      |
| 2014/15 | Луч-Энергия      | ФНЛ             |           |           | —     | —     | —         | —         | —         | —      | —      |

### Тренерская
| Команда    | Начало работы | Окончание работы | Результаты | Результаты | Результаты | Результаты | Результаты | Результаты | Результаты | Результаты |
| Команда    | Начало работы | Окончание работы | И          | В          | Н          | П          | ГЗ         | ГП         | РМ         | В %        |
| ---------- | ------------- | ---------------- | ---------- | ---------- | ---------- | ---------- | ---------- | ---------- | ---------- | ---------- |
| «Родина-М» | 22 июня 2024  | 8 января 2025    | 18         | 4          | 2          | 12         | 30         | 36         | −6         | 022,22     |
| Всего      | Всего         | Всего            | 18         | 4          | 2          | 12         | 30         | 36         | −6         | 022,22     |

## Достижения
«Спартак»
- Чемпион России: 2001
- Серебряный призёр чемпионата России: 2005, 2006
- Бронзовый призёр чемпионата России: 2002
- Обладатель Кубка России: 2003

«Шинник»
- Победитель Первого дивизиона: 2007

«Урал»
- Финалист Кубка России: 2016/17